# Blobprogrammering
Blobprogrammering är ett antimönster som innebär att:
1. man i ett objektorienterat programspråk har ett jätteobjekt som sköter huvuddelen av all funktionalitet i programmet.
2. man i en relationsdatabas har en jättetabell som alla andra småtabeller är relaterade till.